# Gebel Barkal
 (mars 2025).
Le Gebel Barkal (ou Djebel Barkal) est le promontoire rocheux qui domine le site de Napata (Soudan), site d'un temple d'Amon célèbre et capitale du royaume de Koush à dater de la XXVe dynastie égyptienne.
Les Égyptiens le nommaient la « montagne Pure » et le considéraient comme le lieu où résidait le dieu Amon. De fait, dès Thoutmôsis III, le site est attesté et ne cessera de se développer alors.

## La montagne Pure

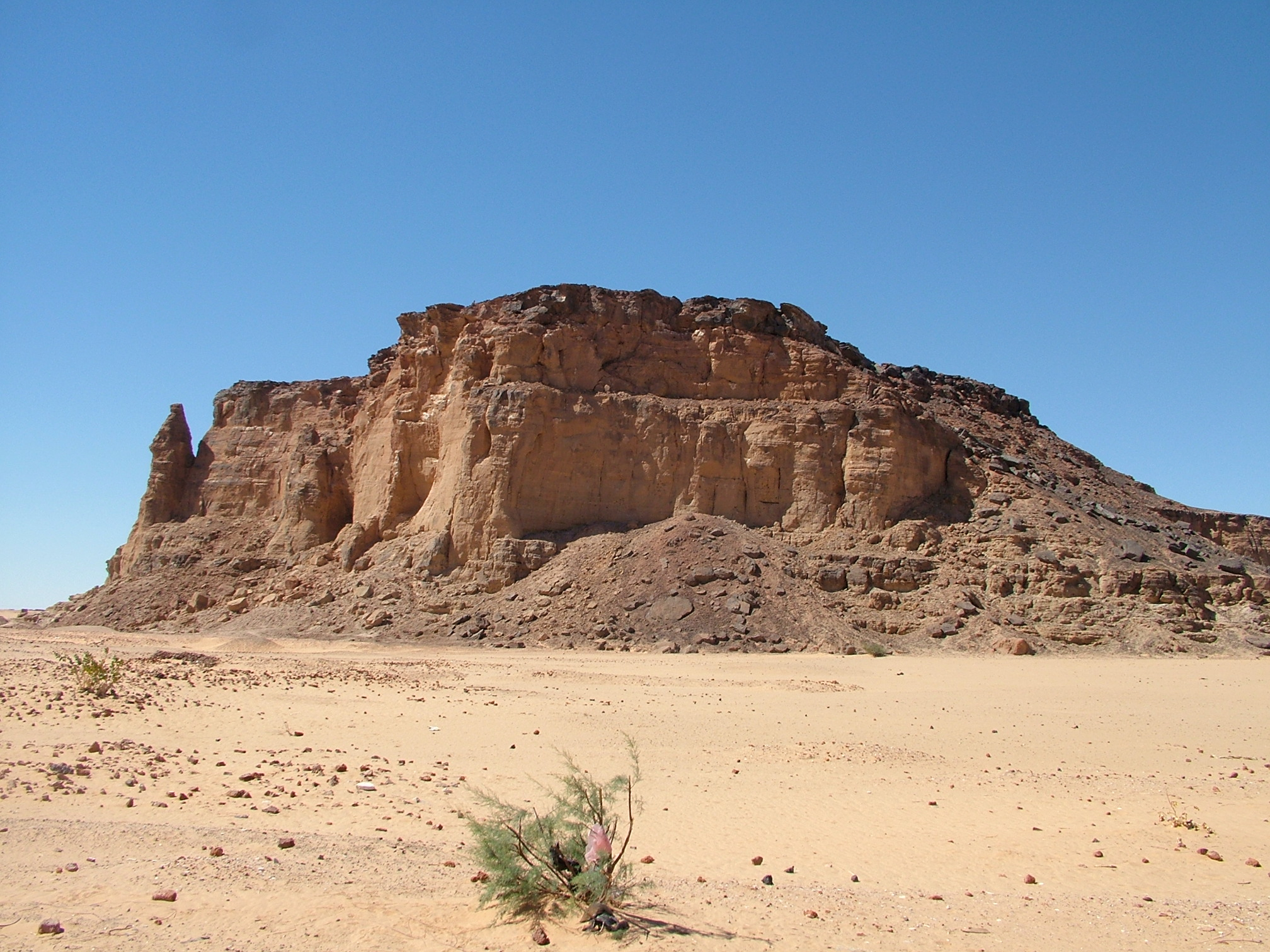
Vue générale du Gebel Barkal avec son piton rocheux

D'une altitude peu élevée ce mont semble surgir du plateau désertique pour former une haute falaise devant laquelle un piton rocheux se dresse comme s’il avait été détaché de la masse principale.
On a longtemps ignoré cet aspect particulier de la montagne dans le choix du site par les anciens Égyptiens jusqu'à ce qu'un rapprochement de certaines représentations retrouvées dans d'anciens temples éclaire ce point. En effet, on peut voir sur un relief du temple de Ramsès II à Abou Simbel ainsi que sur un relief du temple de Mout de Napata, le dieu Amon figuré assis sous une sorte de dais devant lequel se dresse un uræus colossal.
Ce rapprochement entre ces représentations uniques en leur genre et le Gebel Barkal est alors plus net aux yeux des égyptologues qui déjà avaient remarqué la propension singulière des anciens Égyptiens à être fascinés par les formations rocheuses. L'hypothèse d'un tel choix concerne la Cime Thébaine qui domine les nécropoles de l'antique capitale dynastique du Nouvel Empire et dont la forme pyramidale n'échappe à personne et n'est contestée nulle part, bien qu'aucune intervention humaine sur cette formation ne soit venue confirmer la théorie.
À Napata, le Gebel Barkal et son piton rocheux seraient donc apparus aux yeux des anciens prêtres de la même manière comme une manifestation de la divinité, et il est vrai que sous certains angles cette aiguille de roche ressemble à un cobra couronné soit d'un disque solaire soit de la couronne blanche, la « hedjet ».
Restait à vérifier l'hypothèse sur place. Les équipes archéologiques ont alors gravi la falaise et son piton et découvert qu'à son sommet les anciens étaient en effet intervenus. Ils avaient taillé dans la roche une stèle monumentale aux noms de Thoutmôsis III et de Taharqa que Nastasen restaura sous son règne. La présence de petites cavités sur l'ensemble de l'encadrement de la stèle dont certaines encore munies de tenons en bronze atteste pour le reste qu'une feuille d'or y était fixée.
Ainsi chaque matin, l'ensemble étant orienté vers le sud, les premiers rayons du soleil frappaient la stèle dorée et l'éclat du Gebel Barkal devait être visible toute la journée à des kilomètres à la ronde tel un phare diurne au milieu de la vallée du Nil.
Le Gebel Barkal était donc bien une manifestation tangible du dieu Amon pour les anciens Égyptiens et Nubiens et devait exercer sur eux une certaine fascination.

## Le temple d'Amon de Napata
Dès Thoutmôsis III, un petit temple est bâti au pied de la montagne en l'honneur de l'Amon local qui sans doute intégra par syncrétisme une ancienne divinité nubienne représentée sous la forme d'un bélier. Ce sanctuaire sera par la suite agrandi par les Ramsès puis ne cessera d'être embelli au fur et à mesure que le culte du dieu grandissait, chaque souverain, notamment de la XXVe dynastie, souhaitant laisser sa marque dans l'édification du temple du dieu dynastique. En cela, le développement du site est comparable à celui du temple d'Amon-Rê de Karnak même si les proportions de l'ensemble restent plus modestes.

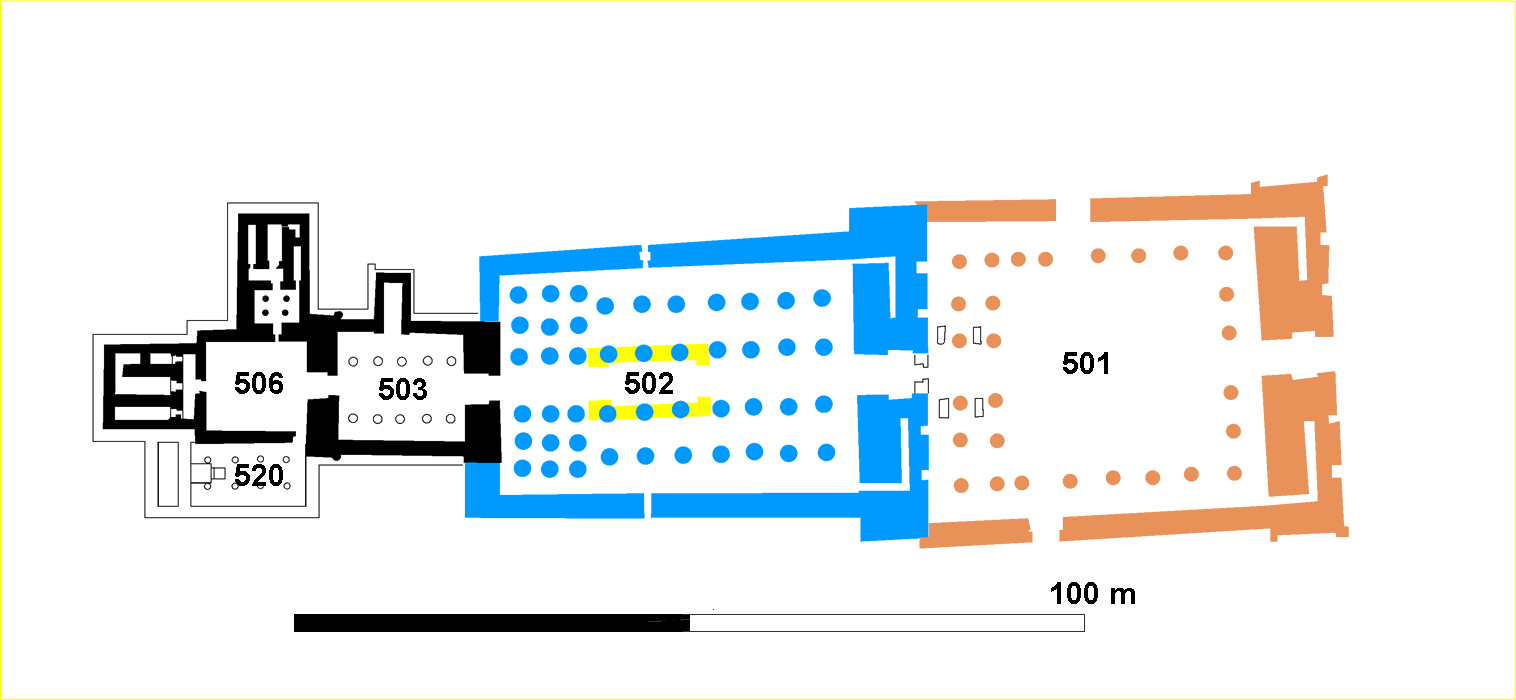
Plan du grand temple d'Amon de Napata situé au pied du Gebel Barkal

Le temple se développe sur un axe est-ouest idéal et au dernier stade de son évolution mesurait près de cent cinquante mètres de longueur pour une largeur de plus de quarante en façade. Celle-ci était marquée par un premier pylône d'architecture égyptienne alignant ses deux môles massifs autrefois ornés de mats à oriflammes. Suivait une première cour péristyle sur ses quatre côtés qui donnait sur un second pylône de proportion analogue au premier et à la même ornementation. Ce dernier ouvrait sur une seconde cour munie en son centre d'une chapelle reposoir pour la barque divine et protégée par un vaste kiosque soutenu par quatre rangées de sept colonnes, conférant à l'ensemble un aspect hypostyle. Suivait précisément une salle hypostyle ouverte sur la seconde cour à l'instar de celle du temple de Louxor et comportant elle dix-huit colonnes papyriformes.
Par un troisième pylône qui remonte à la période du Nouvel Empire, le sanctuaire proprement dit commençait. Remontant à une haute époque, il subit de nombreuses modifications notamment à la suite des adjonctions des pharaons kouchites. Dans ce qui devait être la cour du temple initial fondé à la XVIIIe dynastie ils rajoutèrent notamment dix colonnes supportant un toit la transformant ainsi en une salle plongée dans la pénombre comme il sied à l'approche d'un lieu saint. Cette salle ouvrait au nord sur une chapelle secondaire et par l'ouest au travers d'un quatrième pylône sur une seconde salle à colonnes comportant une chapelle pour la barque divine en son centre et distribuant le naos principal placé dans l'axe du temple et des sanctuaires secondaires de part et d'autre.
Le temple fut également doté d'un dromos constitué de criosphinx dont certains exemplaires furent prélevés sur le site du temple d'Amenhotep III à Soleb. De même, deux lions couchés d'une facture remarquable et remontant à la même époque encadraient le pylône du temple. D'autres sculptures prestigieuses ornaient ce sanctuaire dont une série de colosses à l'image des souverains de Koush que les armées de Psammétique II firent tomber et martelèrent lors de leur razzia sur Napata au VIIe siècle avant notre ère.
La comparaison avec l'exemple thébain ne s'arrête pas là. Un peu plus au sud, Taharqa fit bâtir ou restaurer en l'honneur de Mout un sanctuaire semi-rupestre qu'il dota d'une salle soutenue par des colonnes aux chapiteaux hathoriques ainsi que de deux pylônes encadrant une cour. Le sanctuaire qui s'enfonçait dans la roche comportait de plus une série de piliers décorés de grandes figures du dieu Bès associé au culte de la parèdre d'Amon.
Ainsi, si par sa proximité presque intime avec le Gebel Barkal, le sanctuaire de Mout remplissait un rôle particulier dans la théologie qui s'exprimait sur ce site, par sa position méridionale il rappelait son exemple de Thèbes et devait être non moins intimement lié aux cérémonies du grand temple d'Amon de Napata.
D'autres temples furent par la suite édifiés entre ces deux principaux sanctuaires de sorte que sur tout le front de la falaise s'alignaient pas moins de treize temples disposés en éventail.
Ce site est inscrit sur la liste du patrimoine mondial en Afrique au Soudan.

## Dans la culture populaire
- Le Gebel Barkal peut être construit comme merveille mondiale dans le jeu vidéo Civilization VI (2016).